# 在イスタンブールサウジアラビア王国総領事館
在イスタンブールサウジアラビア王国総領事館（アラビア語: القنصلية العامة للمملكة العربية السعودية في اسطنبول、トルコ語: Suudi Arabistan Krallığı Başkonsolosluğu İstanbul、英語: Consulate-General of the Kingdom of Saudi Arabia in Istanbul）は、トルコ最大の都市イスタンブールに設置されているサウジアラビアの総領事館である。

## 所在地
Konaklar Mah. Çamlık Cad. Akasyalı Sok. No:6, Levent, Beşiktaş, İstanbul

## 主要事件

### ジャマール・ハーショグジー殺害事件（2018年）
2018年10月2日、サウジアラビアのジャーナリストであったジャマール・ハーショグジー（ジャマル・カショギ）が同総領事館への訪問を最後に消息を絶った。トルコ当局によるハーショグジー失踪事件の捜査が続く中、10月16日、事件への関与が疑われていたムハンマド・ビン・イブラーヒーム・ビン・アーミル・アル＝ウタイビー（オタイビ）総領事が民間機に搭乗してサウジアラビアに帰国する。10月20日、サウジアラビア政府が、ハーショグジー氏が総領事館内で発生した激しい喧嘩の末死亡したと発表。11月15日、サウジアラビア検察が「カショギさんの遺体は、サウジアラビア総領事館の中でバラバラにされた後、運び出された」と発表したことにより、ハーショグジーが失踪ではなく殺害されていたことが公然の事実となった。ハーショグジー殺害事件を受けて、11月21日、ドナルド・トランプ米大統領は「アメリカ・ファースト！」と題した声明を発出し、本件を以てムハンマド王太子らサウジアラビアの政権担当者に対する糾弾の材料として米・サウジ関係を悪化させることを望まないとの見解を開陳したが、このトランプ大統領の現実主義的な外交政策は合衆国内で様々な反発を引き起こした。